# Radosław Murawski
Radosław Murawski (Gliwice, 1994. április 22. –) lengyel korosztályos válogatott labdarúgó, a Lech Poznań középpályása.

## Pályafutása

### Klubcsapatokban
Murawski a lengyelországi Gliwice városában született. Az ifjúsági pályafutását a helyi Piast Gliwice akadémiájánál kezdte.
2011-ben mutatkozott be a Piast Gliwice felnőtt keretében. 2017-ben az olasz másodosztályban szereplő Palermo szerződtette. 2019-ben a török Denizlisporhoz igazolt. 2021. július 1-jén hároméves szerződést kötött a lengyel első osztályban érdekelt Lech Poznań együttesével. Először a 2021. július 30-án, a Górnik Zabrze ellen 3–1-re megnyert mérkőzés 80. percében, João Amaral cseréjeként lépett pályára. Első gólját 2021. október 22-én, a Wisła Płock ellen hazai pályán 4–1-es győzelemmel zárult találkozón szerezte meg.

### A válogatottban
Murawski az U19-es és az U21-es korosztályú válogatottakban is képviselte Lengyelországot.

## Statisztikák
2023. február 26. szerint
| Klub        | Szezon   | Osztály     | Bajnokság | Bajnokság | Kupa és Ligakupa | Kupa és Ligakupa | Nemzetközi | Nemzetközi | Összesen | Összesen |
| Klub        | Szezon   | Osztály     | Meccs     | Gól       | Meccs            | Gól              | Meccs      | Gól        | Meccs    | Gól      |
| ----------- | -------- | ----------- | --------- | --------- | ---------------- | ---------------- | ---------- | ---------- | -------- | -------- |
| Palermo     | 2017–18  | Serie B     | 39        | 1         | 2                | 1                | —          | —          | 41       | 2        |
| Palermo     | 2018–19  | Serie B     | 32        | 1         | 2                | 0                | —          | —          | 34       | 1        |
| Palermo     | Összesen | Összesen    | 71        | 2         | 4                | 1                | 0          | 0          | 75       | 3        |
| Denizlispor | 2019–20  | Süper Lig   | 32        | 4         | 3                | 1                | —          | —          | 35       | 5        |
| Denizlispor | 2020–21  | Süper Lig   | 32        | 1         | 1                | 0                | —          | —          | 33       | 1        |
| Denizlispor | Összesen | Összesen    | 64        | 5         | 4                | 1                | 0          | 0          | 68       | 6        |
| Lech Poznań | 2021–22  | Ekstraklasa | 21        | 1         | 5                | 1                | —          | —          | 26       | 2        |
| Lech Poznań | 2022–23  | Ekstraklasa | 20        | 1         | 1                | 0                | 13         | 0          | 34       | 1        |
| Lech Poznań | Összesen | Összesen    | 41        | 2         | 6                | 1                | 13         | 0          | 60       | 3        |
| Összesen    | Összesen | Összesen    | 176       | 9         | 14               | 3                | 13         | 0          | 203      | 12       |

## Sikerei, díjai
Lech Poznań
- Ekstraklasa
  - Bajnok (1): 2021–22

- Lengyel Kupa
  - Döntős (1): 2021–22

- Lengyel Szuperkupa
  - Döntős (1): 2022